# Thecla melli
Thecla melli är en fjärilsart som beskrevs av Forster 1946. Thecla melli ingår i släktet Thecla och familjen juvelvingar. Inga underarter finns listade i Catalogue of Life.